# Höga flisa
Höga flisa ist ein von Menschen aufgestellter Kalksteinblock nördlich des Ortes und südlich des Gräberfeldes von Byxelkrok auf der schwedischen Ostseeinsel Öland.
Der Stein hat eine Höhe von etwa 1,7 Metern und steht weithin sichtbar in der Nähe des Ufers des Kalmarsunds. An ihm führt die Landstraße 136 vorbei. 
Der Grund der Aufstellung des Steins, von dessen Sorte es auf Öland mehrere gibt, ist unklar. Möglicherweise besteht ein Zusammenhang mit dem Gräberfeld von Byxelkrok, welches sich ursprünglich deutlich weiter nach Süden ausdehnt. Es gibt Deutungen, wonach der Stein als Hammer Thors zu sehen ist. Unter den lokalen Fischern bestand die Tradition, sich an diesem Stein zu treffen und um einen guten Fang zu bitten.